# Crassignatha gudu
Crassignatha gudu is een spinnensoort uit de familie Symphytognathidae. De soort komt voor in China.